# Euryopis spinigera
Euryopis spinigera är en spindelart som beskrevs av O. Pickard-Cambridge 1895. Euryopis spinigera ingår i släktet Euryopis och familjen klotspindlar. Inga underarter finns listade i Catalogue of Life.